# 86º Gruppo
L'86º  C.A.E. (Centro Addestramento Equipaggi) è un reparto addestrativo dell'Aeronautica Militare Italiana, inquadrato nel 41º Stormo. Dal 2016, con l'arrivo del nuovo sistema d'arma, il P-72A, l'86° Centro Addestramento Equipaggi continua nella sua missione di addestramento e standardizzazione delle figure professionali costituenti gli equipaggi di volo per il successivo impiego operativo del personale da parte dell’88° Gruppo Volo.

## Storia
Il Gruppo nasce per la prima volta il 1º luglio 1926 all'Idroscalo di Brindisi con la 190ª Squadriglia su Macchi M.24 e la 191ª Squadriglia su CANT 6, inquadrato nell'8º Stormo bombardamento misto.
Nel 1929 il reparto transita sui Savoia-Marchetti S.55, partecipando al comando del Maggiore Eraldo Ilari dal 5 al 19 giugno alla Crociera del Mediterraneo Orientale con Italo Balbo. Al tempo la 190ª Squadriglia era al comando del Capitano Giuseppe Marini e tra i piloti della 191ª Squadriglia aveva il Tenente Pietro Sordi.
Dal 10 ottobre 1929 il gruppo diventa autonomo. 
Il 1º giugno 1931 viene inquadrato nel nuovo 12º Stormo b.m. ed il 5 ottobre 1931 torna gruppo autonomo al comando del Tenente Colonnello Ilari.

### Seconda guerra mondiale
Dal 3 giugno 1940 il reparto di Brindisi sui CANT Z.506, al comando del Maggiore Luigi Marini, con la 190ª Squadriglia (8 CZ 506) e la 191ª Squadriglia (8 CZ 506), entra nel 35º Stormo del Colonnello Enrico Grande a Brindisi fino al 1943 quando viene sciolto. Nell'ambito della Campagna italiana di Grecia il 28 ottobre cinque aerei della 190ª Squadriglia al comando del Col. Grande e cinque aerei della 191ª Squadriglia al comando del Magg. Marini, bombardano il canale di Corinto ed il relativo ponte. Il 1º novembre tre aerei della 191ª Squadriglia al comando del Capitano Dario Casci Ceccacci ripetono il bombardamento del canale di Corinto e del relativo ponte. Il 1º gennaio 1941 il comando passa al Tenente Colonnello Adalberto Zanchi. Il 5 giugno la 191ª passa sui CANT Z.1007bis diventando Squadriglia B.T. e l'11 giugno il comando del gruppo passa al Ten. Col. Goffredo Marrama. Il 4 agosto 1941 il Gruppo si sposta all'Aeroporto di Gioia del Colle.
Il 6 aprile 1942, per ordine della 4ª Squadra aerea il Reparto si sposta in Africa Settentrionale Italiana all'aeroporto di Barce sul fronte Cirenaico. Il 9 aprile la 5ª Squadra aerea scioglie la 176ª Squadriglia R.S.T. incorporandola con i suoi 6 CANT Z.1007 bis nell'86º Gruppo B.T.; il 15 giugno un aereo della 191ª Squadriglia segnala la posizione di due convogli navali nemici e quattro aerei della 190ª Squadriglia dell'aeroporto di Barce colpiscono 4 unità navali una delle quali viene giudicata probabilmente affondata. Lo stesso giorno un aereo della 190ª Squadriglia e due della 191ª sganciano 99 bombe da 100 kg su Tobruch colpendo depositi, magazzini, una batteria contraerea e due piroscafi. Dal 23 al 26 giugno il Gruppo effettua ricognizioni offensive e bombardamenti notturni sugli apprestamenti militari di Marsa Matruh e su Siwa (oasi) e sull'oasi di Giarabub.
Da luglio alla prima metà di novembre il reparto effettua attività di ricognizione a largo raggio (durante la ricognizione del 4 settembre l'aereo al comando del Sottotenente Achille Scaduto non rientra alla base), bombardamenti si automezzi nemici e scorta di convogli navali. Il 13 novembre il gruppo si sposta a Bir Dufan (64 km a sud-ovest di Misurata) continuando l'attività di scorta ai convogli. Il 3 dicembre il reparto rientra a Gioia del Colle.
Tra il 28 maggio ed il 4 giugno 1943 il gruppo si sposta all'Aeroporto di Perugia dove si trovava all'8 settembre (Armistizio di Cassibile).

### Il dopoguerra
L'86º Gruppo Antisom autonomo riprende nuovamente vita nel dicembre 1950 sui Curtiss SB2C Helldiver nella versione S2C-5 adattati al ruolo antisommergibile.
Assegnati temporaneamente alla Scuola Volo dell'Aeroporto di Lecce-Galatina, con questi velivoli l'86º Gruppo Antisom fu basato all'Aeroporto di Grottaglie una volta completati i lavori di adeguamento della pista e la costruzione delle infrastrutture necessarie. Mentre i piloti iniziavano la familiarizzazione con il nuovo velivolo, gli specialisti erano alle prese con i problemi di manutenzione secondo gli standard americani, particolarmente stringenti soprattutto per le apparecchiature elettroniche di cui l'Helldiver era dotato.
Comunque già nell'aprile del 1951, l'86º Gruppo inizia la sua attività all'estero con il rischieramento di dodici Helldiver sull'aeroporto di Ħal Far a Malta a seguito della squadra navale dell'ammiraglio Massimo Girosi, per operare con reparti britannici.
Purtroppo l'attività di volo è funestata dai primi incidenti, anche mortali. L'11 gennaio 1951 l'Helldiver (MM M80020) stalla in atterraggio, causando la morte del pilota, tenente Enrico Guerrisi. Il 12 febbraio successivo, l'Helldiver (MM 80025) finisce fuori pista, fortunatamente senza conseguenze per l'equipaggio, ma il velivolo subisce danni tali da dover essere radiato.
Pur funestata da altri incidenti (l'Helldiver MM 80032 il 22 giugno 1951, precipita dopo il decollo causando la morte del pilota, tenente Augusto Bertoli) l'attività di volo continua intensa ed il livello addestrativo di piloti e specialisti è tale da consentire la partecipazione alle esercitazioni interforze previste per l'estate del 1951, come quella che si svolse dall'8 al 19 luglio. Sei Helldiver si trasferirono da Grottaglie a Hyères per partecipare ad una manovra congiunta tra le marine italiana, francese e statunitense.
Dal 9 al 18 agosto otto Helldiver si rischierano a Catania per partecipare all'esercitazione Bee Hive con navi inglesi ed americane. Ancora, dal 14 al 20 settembre, sei Helldiver, da Grottaglie, intervengono a supporto delle operazioni navali dell'esercitazione Italic 3.
Nell'attività di ricerca del naviglio sottomarino si procede sia a vista che utilizzando il radar AN/APS-4, vera novità per personale navigante e specialista, i cui schermi sono situati nell'abitacolo posteriore sotto il controllo del secondo membro dell'equipaggio.
Nel corso delle esercitazioni, si utilizzano anche le boe idrofoniche che vengono lanciate attorno al sommergibile intercettato, in modo da rilevarne costantemente gli spostamenti.

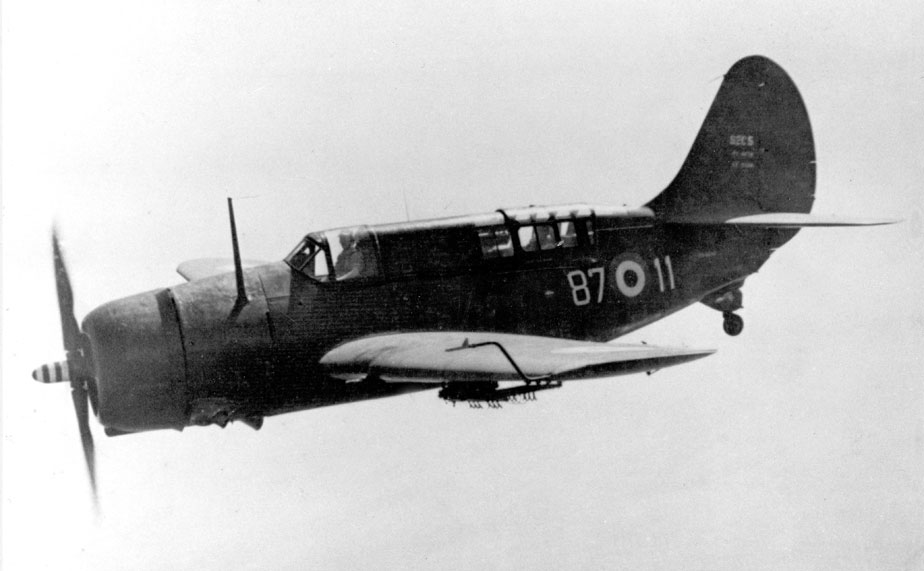
S2C-5 Helldiver dell'87º Gruppo Antisom

Il 4 febbraio 1952 un Helldiver della 162ª Squadriglia ha un grave guasto al motore durante una missione addestrativa fra Pulsano e Gallipoli e il pilota, Ten. Bruno Albini, è costretto ad un atterraggio di fortuna sulla spiaggia di Manduria: l'osservatore, GM Nicola Fanelli, muore per l'impatto e il velivolo è completamente distrutto. 
La cessione di ulteriori sedici Helldiver in ambito MDAP tra il gennaio e il marzo del 1952, permette di trasferire a Catania-Fontanarossa, la 164ª squadriglia che costituisce il primo nucleo del costituendo 87º gruppo antisom che nasce ufficialmente il 15 luglio del 1952 cui si unirà successivamente la 165ª squadriglia. L'attività è intensa e di conseguenza anche l'usura dei velivoli e gli incidenti.
Alla data del 26 gennaio 1953, l'86º gruppo ha in carico ventitré Helldiver di cui nove efficienti.
A partire da febbraio del 1953, L'87º gruppo inizia la transizione sui Lockeed PV-2 Harpoon, mentre si adegua l'aeroporto di Catania e si allestisce una sala strumentale munita di Link-Trainer, per l'addestramento del personale radarista e marconista. Via via che si rendono disponibili i bimotori, gli Helldiver vengono concentrati presso l'86º gruppo.
Nell'agosto del 1953, gli Helldiver donati dalla U.S. Navy alla Marina Militare passano a Grottaglie, dove sono presi in carico dall'86º gruppo.
Dall'inizio del 1954 tutti gli Helldiver sono concentrati a Grottaglie, mentre anche l'86º gruppo inizia la transizione sugli Harpoon con i quali viene costituita la 161ª squadriglia.
Ad aprile del 1954 la dotazione di Helldiver ammonta a trentadue unità che iniziano a raggiungere i limiti di ore di volo.
Continua comunque l'attività operativa. Nel 1954 otto S2C-5 e altrettanti PV2, partecipano con quattordici navi e un sommergibile all'esercitazione Vito 2 nelle acque del Mar Ionio.
Via via che raggiungono i limiti delle ore di volo, gli Helldiver vengono radiati. Nel 1956, tre velivoli vanno perduti per incidenti di volo, anche mortali.
Con l'arrivo dei nuovi Grumman S-2 Tracker, gli Helldiver sono relegati alla sola attività di traino manica per l'addestramento contraereo delle unità della Marina e dell'Esercito. Per questa attività all'inizio del 1958, l'86º gruppo ha in carico tredici superstiti Helldiver con un'efficienza media di sette velivoli.
Gli ultimi Helldiver saranno radiati nei primi mesi del 1959.

### Gli anni della guerra fredda
Per risolvere la questione venne emanata la Legge N. 968 del 7 ottobre 1957, con la quale veniva creata l'Aviazione Antisommergibili, per molti versi unica dal punto di vista organico anche rispetto ad altri paesi stranieri. Con tale provvedimento l'assegnazione dei velivoli veniva affidata all'Aeronautica Militare in virtù della citata la legge del 1956, la quale si assunseva l'intera responsabilità logistica, finanziaria e la manutentenzione dei velivoli da pattugliamento marittimo, mentre alla Marina Militare veniva attribuita la responsabilità del loro impiego operativo. Con la Legge N. 968 del 7 ottobre 1957 avvenne inoltre, la costituzione di un Ufficio, l'Ufficio dell’Ispettore dell’Aviazione per la Marina, posto alle dirette dipendenze del Capo di Stato Maggiore dell'Aeronautica, retto da un Generale pilota dell'Aeronautica Militare. L'Ufficio conduce attività di coordinamento tra le due Forze Armate per tutte le attività relative all'impiego, all'addestramento ed alle funzioni tecnico/logistiche della Componente.

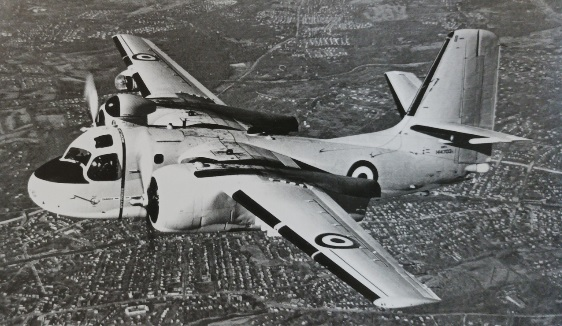
Grumman S-2 Tracker

L'11 luglio 1956 lo Stato Maggiore della Marina Militare comunicò che al posto dei 18 pattugliatori PV-2 previsti per il 1956 sarebbero stati assegnati in ambito MDAP sei bimotori Grumman S2F-1; in tolale da marzo 1957 fino a maggio 1959 ne furono trasferiti in Italia 20 esemplari, basati all'aeroporto di Napoli Capodichino; la 161ª squadriglia dell'86º Gruppo di Grottaglie, dopo aver consegnato gli ultimi quattro Harpoon PV-2 all'87º gruppo di Catania Fontanarossa, si trasferì all'aeroporto partenopeo seguita il 10 agosto 1956 del suo personale operativo per iniziare la transizione sugli S2F-1 e il 20 febbraio 1957 anche gli appartenenti alla 162ª squadriglia e lo stesso Comando dell'86º gruppo con Bandiera di guerra lasciò Grottaglie per insediarsi a Capodichino.

Il 6 marzo 1957 l’86° Gruppo e successivamente l’87° Gruppo ricevono in dotazione gli S2F-1 “Tracker”, altamente funzionali per la lotta antisom, robusti e manovrabili, idonei alla navigazione strumentale e capaci di affrontare le più diverse condizioni atmosferiche.
Dal 01/01/1973, l’86° Gruppo Autonomo Antisom, di stanza a Capodichino ed articolato su due squadriglie (161ª e 162ª), cessa di esse Autonomo e venne incorporato nel 30° Stormo Antisom appena ricostituito sull’Aeroporto di Cagliari-Elmas, ed equipaggiato con il BR-1150 Atlantic.

Flotta Br.1550 Breguet Atlantic

Nel corso della seconda metà degli anni sessanta si pose il problema di sostituite i "Grumman S2F-1 Tracker" e l'Italia firmò un ordine di diciotto pattugliatori marittimi Breguet 1150 Atlantic, posti in produzione a partire da gennaio del 1972, con il primo dei BR-1150 che giunse all'aeroporto di Sigonella il 27 giugno 1972; tutti gli altri vennero consegnati tra il 1972 ed il 1974: nove esemplari destinati all'88º Gruppo del 41º Stormo di Catania Sigonella e altrettanti esemplari all'86º Gruppo del 30º Stormo di Cagliari Elmas costituito il 1º gennaio 1973. Il 31 agosto 1978 l'87º Gruppo venne posto in posizione quadro.
Il reparto dotato della 161ª e la 162ª Squadriglia il 1º gennaio 1973 passa quindi sui Breguet Br 1150 Atlantic presso l'Aeroporto di Cagliari-Elmas inquadrato nel 30º Stormo.

Il 30º Stormo è stato sciolto il 31 luglio 2002, trasferendo l’86º Gr. A/S ed i suoi velivoli, BR-1150 “Atlantic”, presso il 41º Stormo, sull'Aeroporto di Sigonella dove è stata accorpata la componente antisommergibile, con conseguente ristrutturazione e l'86º assunse la denominazione di 86º Gruppo C.A.E. ("Centro Addestramento Avanzato") per l'addestramento degli equipaggi.

### Centro Addestramento Equipaggi

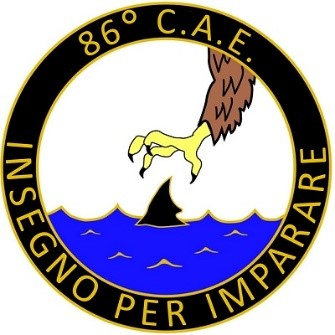
Il logo del CAE ricalca quello dello storico 86° Gruppo Autonomo Antisom, riportando nella parte inferiore il motto "Insegno per Imparare".

Il 31/07/2002, con la chiusura del 30° Stormo, l’86° Gruppo è stato posto quindi in posizione quadro ma riattivato dal 01/12/2003, sotto il 41° Stormo Antisom di Sigonella, con funzioni di Centro Addestramento Equipaggi, concentrando in un unico gruppo gli istruttori di specialità e gli operatori di bordo di maggiore esperienza, allo scopo di creare un Ente che curasse l’addestramento iniziale dei Piloti, Operatori di bordo ed Operatori di sistema del 41° Stormo, nonché il mantenimento dell’appropriato livello tecnico professionale e standardizzazione degli equipaggi di volo della linea Antisom. In sostanza, all’86° è affidato l’addestramento basico di tutti i nuovi piloti ed operatori di bordo ed è responsabile per la standardizzazione e la verifica dei livelli addestrativi del personale di volo della linea.
Il logo del CAE ricalca quello dello storico 86° Gruppo Autonomo Antisom, riportando nella parte inferiore il motto "Insegno per Imparare", volto ad affermare che l'apprendimento non ha mai un termine e I 'umiltà e la fame di sapere devono sempre contraddistinguere il personale istruttore che potrà cosi continuare ad arricchire il proprio bagaglio culturale e professionale.
L’86° CAE nasce con lo scopo di creare un Ente preposto all'addestramento dei Piloti e degli Operatori di Bordo e di Volo del 41° Stormo, nonché al mantenimento dell'appropriato livello tecnico professionale ed alla standardizzazione degli equipaggi di volo della linea Antisom. Presso il CAE vengono formati anche gli Istruttori di Specialità e gli operatori di bordo esperti. 

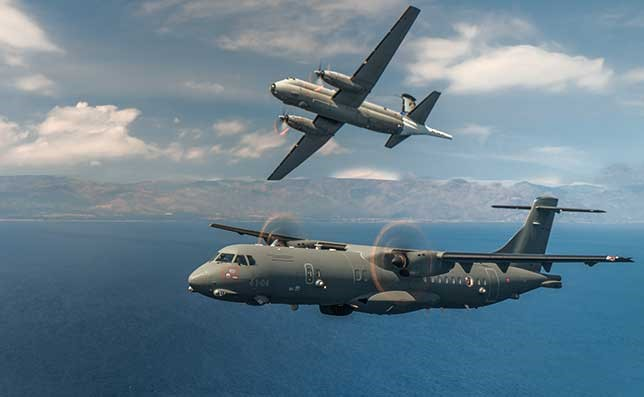
Cambio della guardia tra il Br.1150 ed il P-72A

Dal 2016, con l'arrivo del nuovo sistema d'arma, il P-72A, l'86° Centro Addestramento Equipaggi continua nella sua missione di addestramento e standardizzazione delle figure professionali costituenti gli equipaggi di volo per il successivo impiego operativo del personale da parte dell’88° Gruppo Volo.
In quest'ottica, l'86° CAE è chiamato a fornire il proprio contributo nella stesura di nuovi programmi e manuali addestrativi, nonché di nuovi manuali d'impiego dei sensori. Partecipa nei processi per la certificazione operativa del velivolo, contribuendo in modo sostanziale all’Operational Capabilities, nell'aggiornamento del Sistema di Missione. Altresì il Reparto lavora a stretto contatto ed in reciproca sinergia con la ditta Leonardo S.p.a.

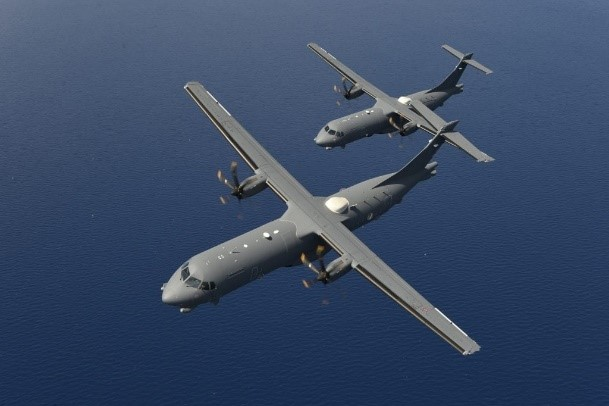
Leonardo P-72A "Argo"

L’iter addestrativo degli equipaggi di volo, in particolare dei Mission System Operators (MSO), è stato inizialmente svolto presso la sede di Alenia suddivisione Sistemi Avionici e Spaziali con un corso dedicato ed un “On Job Training” specifico. Successivamente gli Operatori MSO vengono designati come Operatori di Guerra Elettronica (OGE) e vengono svolti i primi corsi di qualifica presso l'86° CAE a Sigonella.
Il 7/9/2020 si è concluso presso il CAE il primo corso per il conseguimento della qualifica di Operatore Tecnico di Bordo (OTB) sul velivolo P-72A del 41° Stormo. Tra i membri dell’equipaggio del P-72A, l’OBT è una delle figure peculiari che storicamente viene assicurata dagli specialisti dell’AM. L’esigenza del corso, rivolto al personale della categoria “Operatore di Bordo” già assegnato al 41° Stormo, è scaturita con l’introduzione in linea del velivolo P-72A e della conseguente rimodulazione degli ex TEV (Tecnici di Volo) che già operavano sul “Atlantic”- al fine di compiere la nuova Mission di Reparto.

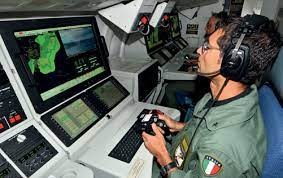
Elettronic Warfare Operator

Dal 2024 vengono svolti presso l’86 CAE i corsi per l’acquisizione del livello addestrativo  “Combat Ready” per il personale Operatore di Bordo e di Volo del 41° Stormo (sia dell'Aeronautica e sia della Marina Militare) impiegato in missioni ISR (Intelligence Surveillance Reconnaissance) in ambiente Non Maritime su velivolo P-72A. Dopo un supporto iniziale della 9^ Brigata ISTAR (Intelligence Surveillance Reconnaissance Target Acquisition) e del Comando Squadra Aerea dell'Aeronautica Militare, il 41° Stormo svolge per la prima volta in autonomia il Mission Qualification Training per gli Operatori di Guerra Elettronica rilasciando le qualifiche Combat Ready ed un training specifico per i piloti del 41° Stormo per l’acquisizione della nuova mission capability.